# Dynaphone
Dynaphone – instrument muzyczny z grupy elektrofonów elektronicznych z rodziny heterodynowych wynaleziony przez francuskiego inżyniera René Bertranda w roku 1927.
Dynaphone był względnie małym instrumentem w kształcie walca, miał średnicę około 30 cm. Nie posiadał klawiatury i sterowny był przełącznikiem wielopozycyjnym. Zakres dźwięków produkowanych przez instrument obejmował siedem oktaw, lecz jednocześnie dostępnych było pięć z nich. Instrument posiadał także dodatkowe mechanizmy umożliwiające zastosowanie efektu wibrato. Dźwięk instrumentu porównywany był do skrzypiec, fletu lub saksofonu. Planowano produkcję klawiszowej odmiany instrumentu, lecz zaniechano tego ze względu na trudności z finansowaniem przedsięwzięcia (Fundacja Gugenheima odmówiła przyznania grantu na dalsze prace nad instrumentem).
Pierwsza publiczna demonstracja instrumentu nastąpiła w 1928. W czasie koncertu zagrano dwa utwory: specjalnie skomponowany na ten instrument – Variations Caracteristique na sześć dynaphone Ernesta Fromaigeata oraz Roses de Metal (balet) Arthura Honeggera.